# Ernst-Grube-Stadion
El Ernst-Grube-Stadion era un estadio multiusos utilizado principalmente para el fútbol ubicado en la ciudad de Magdeburgo en Alemania.

## Historia
Fue inaugurado el 18 de septiembre de 1955 con capacidad para 40000 espectadores y con pista atlética, y con los años fue renovado en varias ocasiones tanto que su capacidad fue reducida a poco más de 25000 espectadores.
Luego de la reunificación alemana se descuidó el mantenimiento y en 2004 el consejo municipal decidió construir un nuevo estadio en el mismo lugar, siendo cerrado el 4 de diciembre de 2004 cuando el 1. FC Magdeburg jugó su último partido en el estadio ante el FSV Zwickau y demolido a mediados de 2005 para comenzar a construir el MDCC-Arena.

## Partidos internacionales
Fue utilizado por Alemania Democrática en su última competición internacional en la derrota ante Turquía por 0-2 el 12 de abril de 1989. Alemania Democrática jugó en ocho ocasiones en el estadio.

## Galería

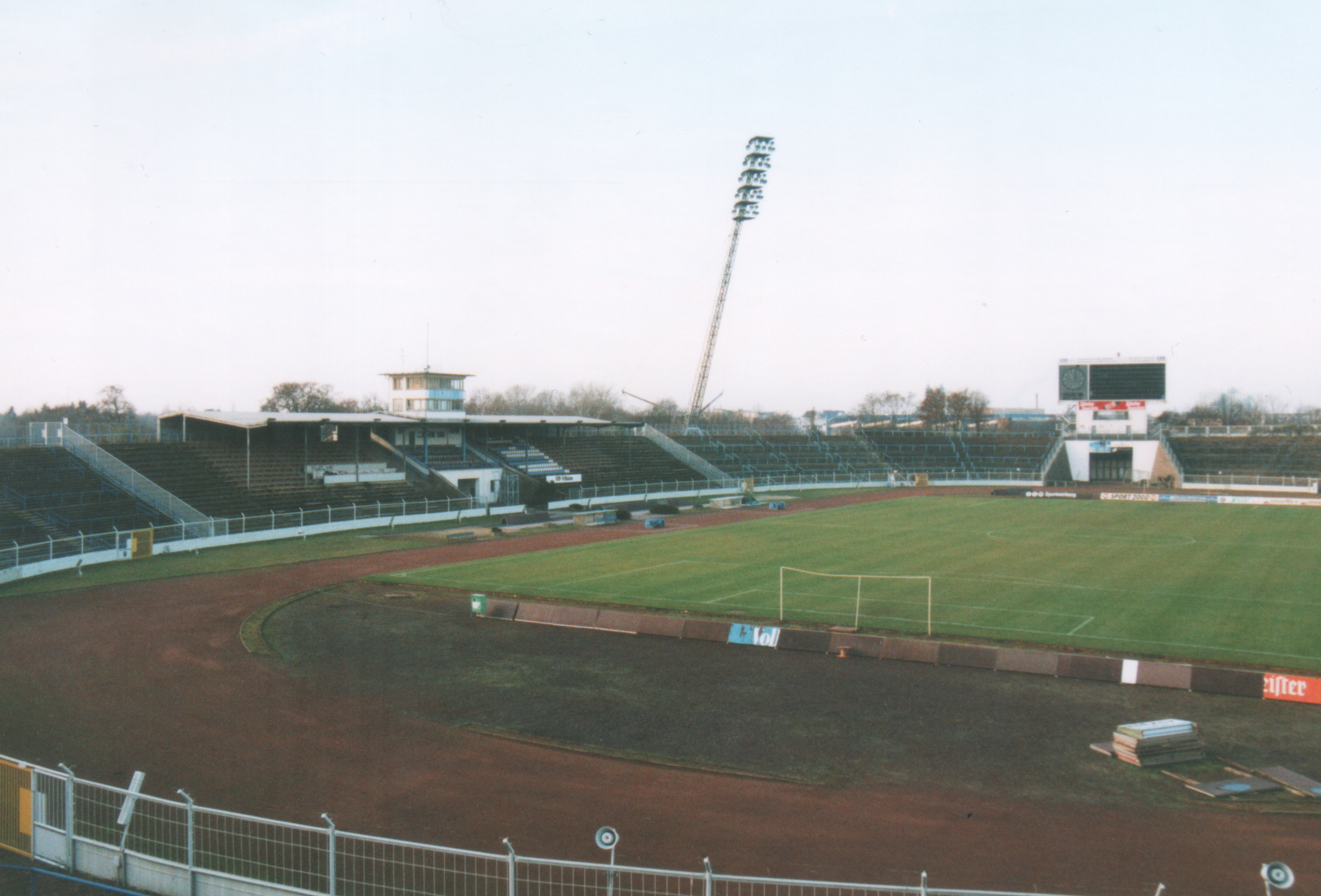
Gradería principal.
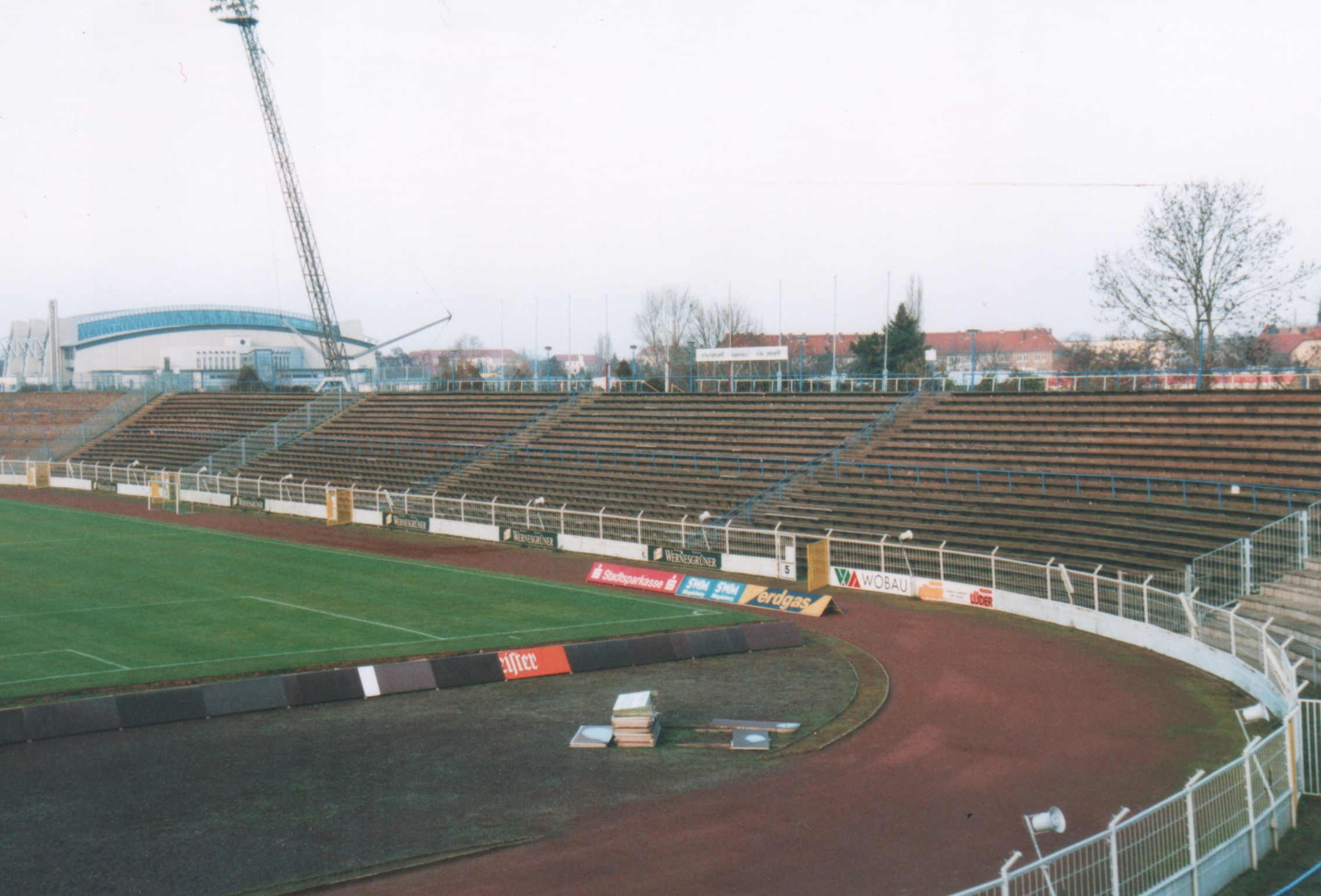
Gradería alterna.
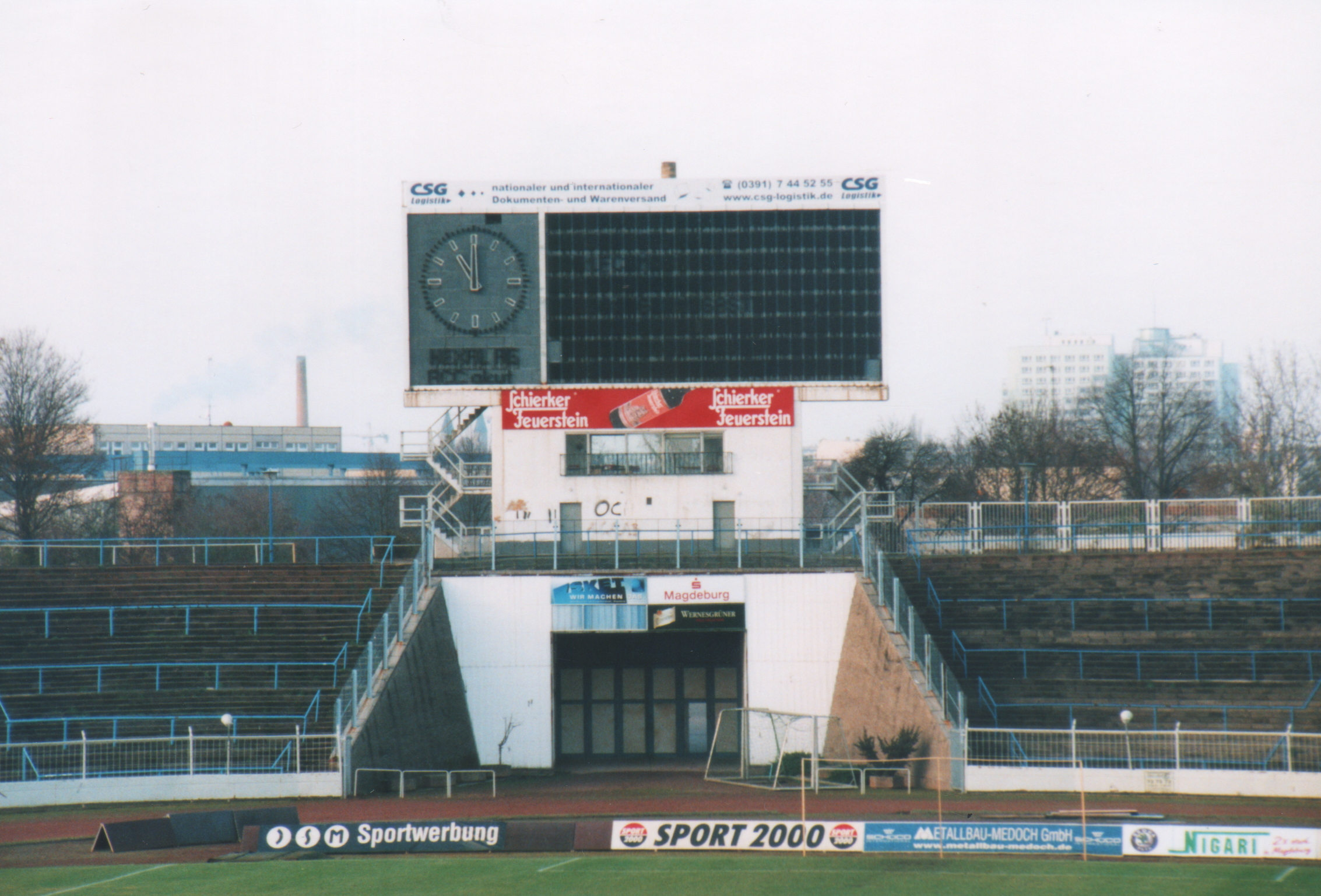
Marcador
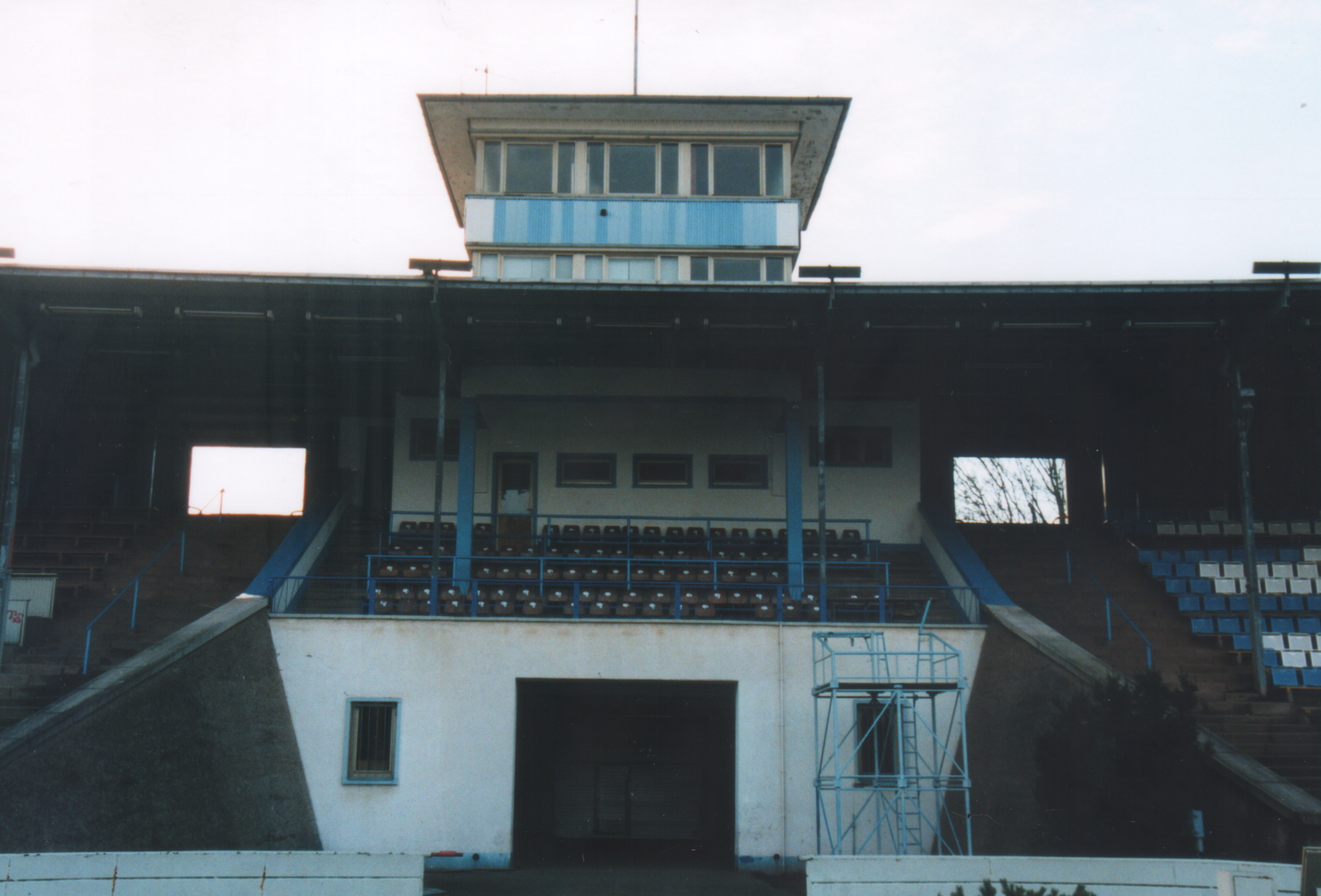
Cabina de transmisión.
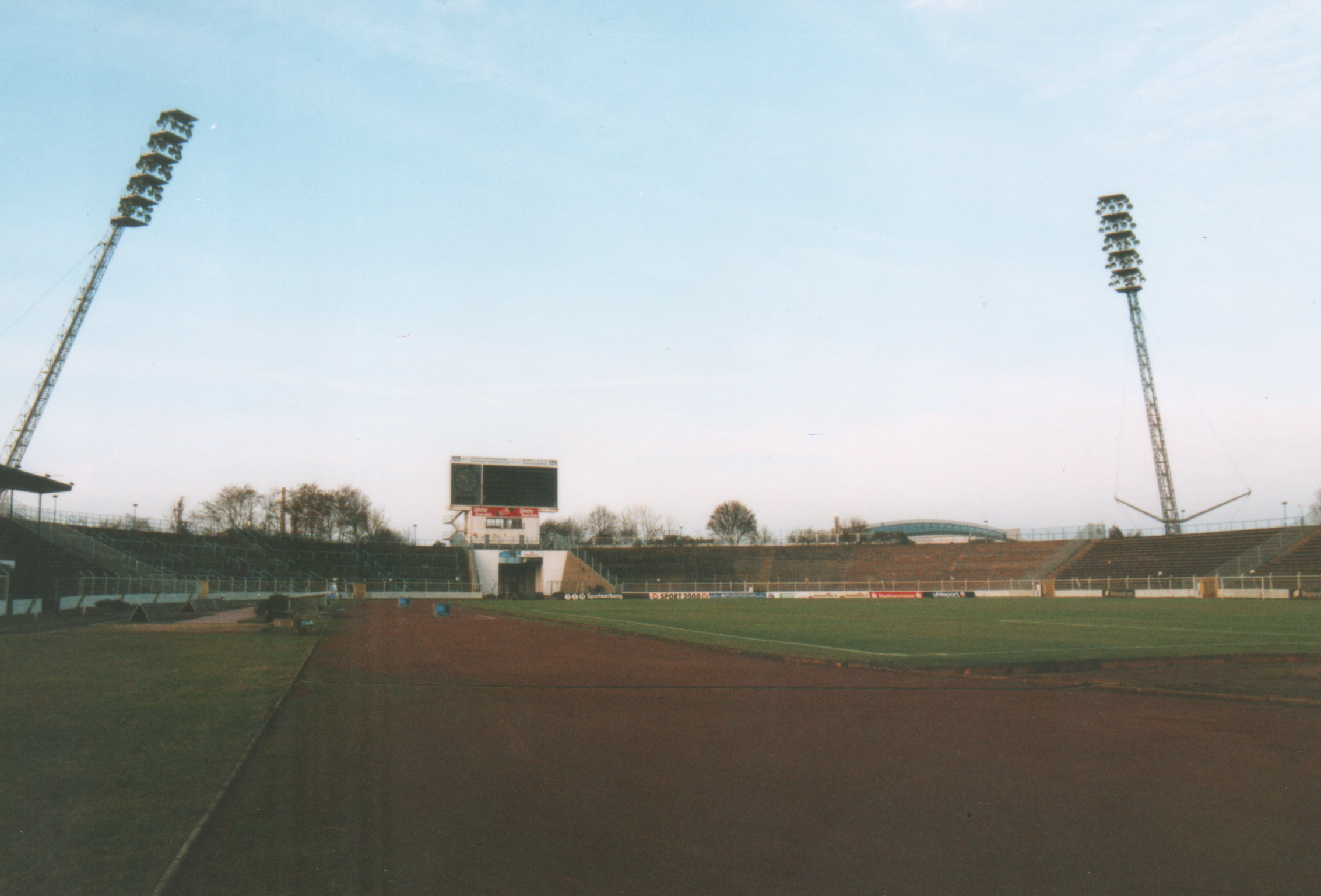
Pista atlética.
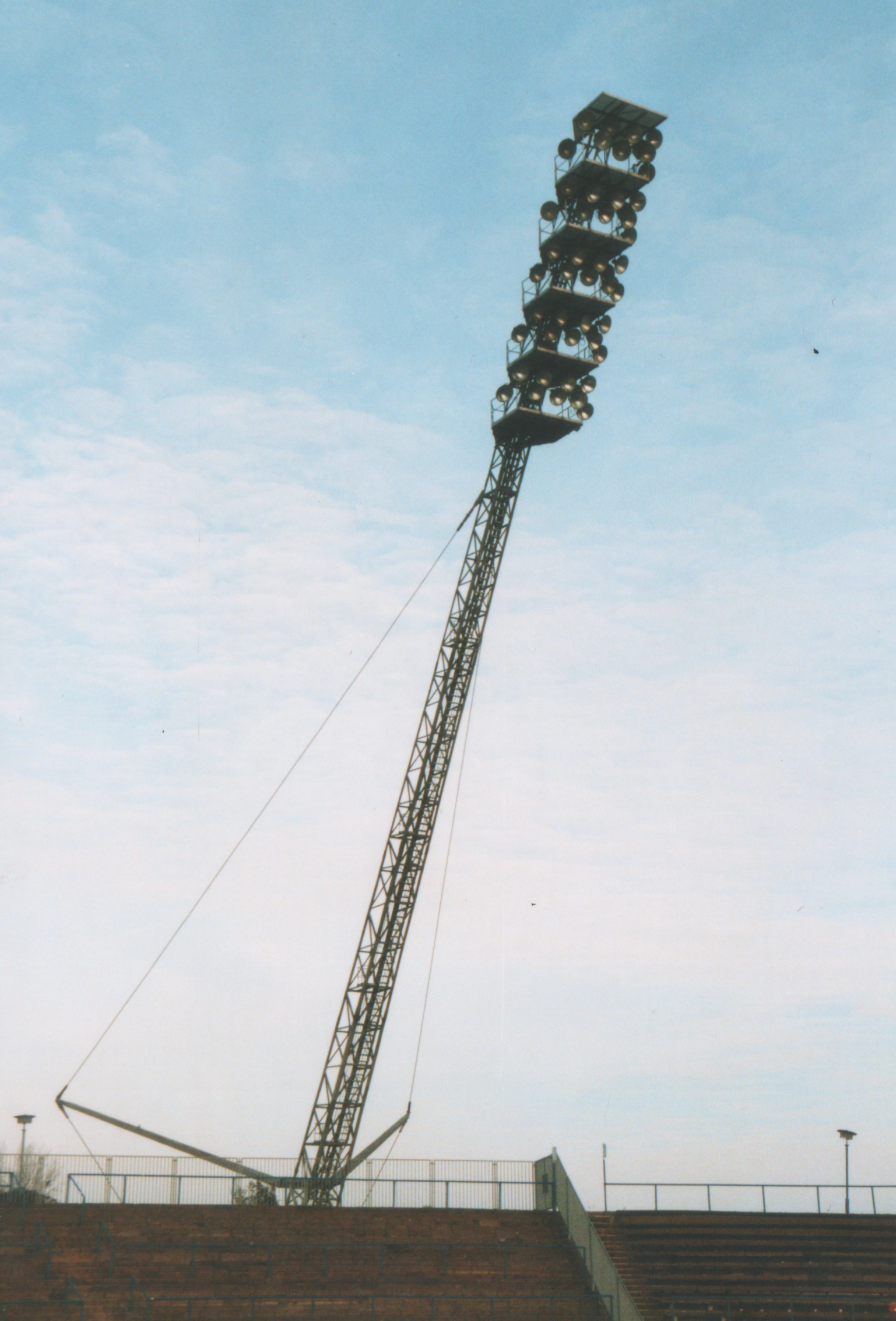
Torre de iluminación
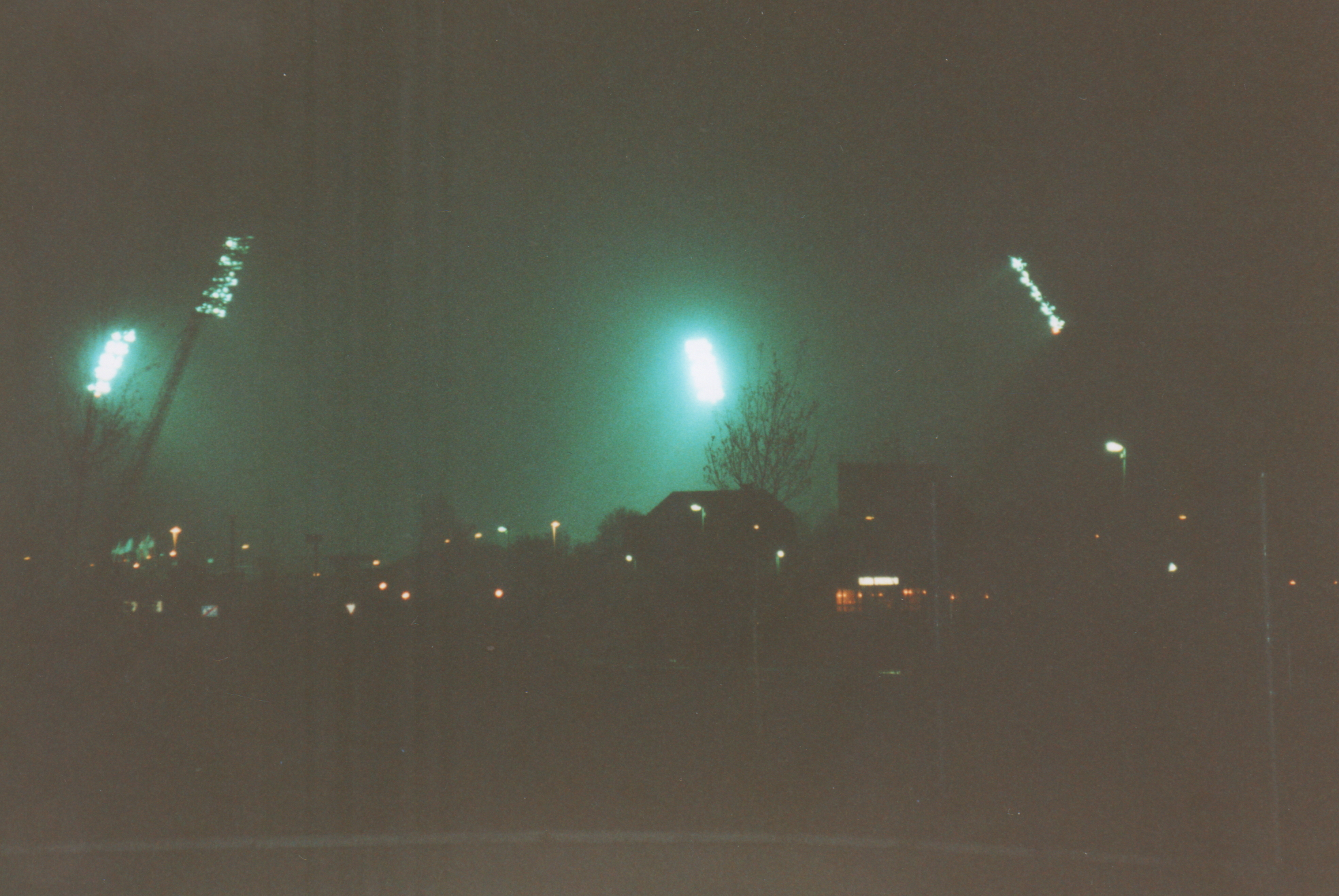
Estadio de noche.